# Tommy Werner
Tommy Werner (Suecia, 31 de marzo de 1966) es un nadador sueco retirado especializado en pruebas de estilo libre, donde consiguió ser subcampeón olímpico en 1992 en los 4x200 metros.

## Carrera deportiva
En los Juegos Olímpicos de Barcelona 1992 ganó la medalla de plata en los relevos de 4x200 metros libre, con un tiempo de 7:25.51 segundos, tras el Equipo Unificado y por delante de Estados Unidos (bronce); además ganó el oro en la misma prueba en el Mundial en piscina larga de Roma 1994.